# Acanthurus gahhm
Acanthurus gahhm és una espècie de peix pertanyent a la família dels acantúrids.

## Descripció
- Pot arribar a fer 40 cm de llargària màxima.
- 9 espines i 24-28 radis tous a l'aleta dorsal i 3 espines i 23-26 radis tous a l'anal.[3][4]

## Hàbitat
És un peix marí, associat als esculls i de clima tropical (25 °C-27 °C) que viu entre 1 i 40 m de fondària (normalment, entre 5 i 40).

## Distribució geogràfica
És un endemisme del mar Roig i el golf d'Aden.

## Observacions
És inofensiu per als humans.